# Peter van Lieshout (psycholoog en filosoof)
Peter A.H. van Lieshout ('s-Hertogenbosch, 8 april 1958) is een Nederlandse psycholoog en filosoof.
Aan de Universiteit Utrecht - destijds Rijksuniversiteit Utrecht geheten - studeerde hij af in zowel de psychologie als de filosofie. Ook zat hij op de Universiteit van Parijs (de Sorbonne) en de Universiteit van Amsterdam. Aan de Rijksuniversiteit Groningen promoveerde hij in de sociale filosofie.
Van Lieshout was achtereenvolgens werkzaam als wetenschappelijk medewerker bij het Nederlands centrum Geestelijke volksgezondheid (NcGv), en (onder andere als directeur) bij het Nederlands Instituut voor Zorg en Welzijn (NIZW), alvorens hij eind 1999 directeur-generaal gezondheidszorg op het ministerie van Volksgezondheid, Welzijn en Sport (VWS) werd. Omdat hij in 2002 onenigheid kreeg met toenmalig minister Eduard Bomhoff moest hij overstappen naar het ministerie van Sociale Zaken en Werkgelegenheid (SZW), waar hij project-directeur-generaal sociale zekerheid en zorg werd. Van 2003 tot 2009 was hij voorzitter van de VPRO. Hij zat reeds vanaf 1996 in het bestuur van deze publieke omroep en heeft als redacteur-adviseur meegewerkt aan diverse tv- en radioprogramma's (Heelmeesters van de Veronica Omroep Organisatie, Zaken van de ziel van de VPRO en Ischa van RTL 5).
Van 2003 tot 2014 was hij lid van de Wetenschappelijke Raad voor het Regeringsbeleid (WRR), waar hij als raadslid onder andere verantwoordelijk was voor de rapporten De verzorgingsstaat heroverwogen (2006), Minder pretentie, meer ambitie: ontwikkelingshulp die verschil maakt (2010) en Naar een lerende economie: Investeren in het verdienvermogen van Nederland (2013).
Van Lieshout vervult diverse adviserende en toezichthoudende functies, waaronder het voorzitterschap van de Raad van Commissarissen van zorgverzekeraar Menzis. Daarnaast is hij sinds 1992 parttime hoogleraar theorie van de zorg aan de Universiteit Utrecht.